# ヴィッラルバ
ヴィッラルバ（イタリア語: Villalba）は、イタリア共和国シチリア州カルタニッセッタ県にある、人口約1,600人の基礎自治体（コムーネ）。

## 地理

### 位置・広がり

#### 隣接コムーネ
隣接するコムーネは以下の通り。括弧内のAGはアグリジェント県、PAはパレルモ県にそれぞれ所属する。
- カンマラータ (AG)
- カステッラーナ・シークラ (PA)
- マリアノーポリ
- ムッソメーリ
- ペトラリーア・ソッターナ (PA)
- ポリッツィ・ジェネローザ (PA)
- ヴァッレルンガ・プラタメーノ

## 人物

### 著名な出身者
- カロジェロ・ヴィッツィーニ - マフィアのボス。ヴィッラルバの村長も務めた。
- アンジェロ・ブルーノ - 本名アンジェロ・アンナローロ。アメリカに渡り、フィラデルフィアのマフィアのボスとなった。